# ハロウィン レザレクション
『ハロウィン レザレクション』（原題：Halloween: Resurrection）は、2002年のアメリカ合衆国のホラー映画。ハロウィンシリーズ第8作。

## ストーリー
前作で死んだと思われたマイケルは実は生きておりローリーはついに彼に殺されてしまう。それから時は流れフレディ・ハリスという青年が廃墟と化したかつてのマイヤーズ家でインターネット中継のイベントを企画する。

## キャスト
※括弧内は日本語吹替
- サラ・モイヤー - ビアンカ・カジリッチ（英語版）（松本梨香）
- フレディ・ハリス - バスタ・ライムス（乃村健次）
- ノーラ・ウィンストン - タイラ・バンクス（佐藤ゆうこ）
- マイルス・バートン - ライアン・メリマン（浪川大輔）
- ジェナ - ケイティー・サッコフ（本田貴子）
- ルディ - ショーン・パトリック・トーマス（英語版）（神奈延年）
- ジム - ルーク・カービー（英語版）
- ドナ - デイジー・マクラッキン（英語版）（永島由子）
- ビル - トーマス・イアン・ニコラス（坪井智浩）
- スコット - ビリー・ケイ（杉山紀彰）
- ハロルド - ガス・リンチ（桜井敏治）
- ローリー・ストロード - ジェイミー・リー・カーティス（弥永和子）
- マイケル・マイヤーズ - ブラッド・ロリー
- その他（相沢正輝、小林沙苗、西宏子、大水忠相、木村雅史、滝知史、甲斐田裕子）